# Dominik Wessely
Dominik Wessely (*  1966 in München) ist ein deutscher Filmregisseur, Dokumentarfilmer und Drehbuchautor.

## Leben
Dominik Wessely, der nach seinem Abitur und dem Zivildienst im Jahr 1988 mit der Arbeit als Kameraassistent, Requisiteur und Aufnahmeleiter bei Fernsehspielen, Werbespots und Dokumentarfilmen begann, studierte von 1989 bis 1991 Neuere Geschichte, Kunstgeschichte und Philosophie in München. 1991 bis 1996 folgte ein Studium an der Filmakademie Baden-Württemberg im Studiengang Regie/Dokumentarfilm; während dieser Zeit schrieb er auch Drehbücher und war Kameramann für Kurzfilme, außerdem war er Regieassistent bei den Spielfilmen Prinzenbad (1993) sowie Der Menschenfresser (1994). Seit dem Abschluss seines Studiums 1996 ist Wessely als freischaffender Drehbuchautor und Filmregisseur tätig. 1999 war er Mitbegründer der Liliom Film GmbH in München, schied jedoch später als Gesellschafter aus. Dominik Wessely lebt in Schöneiche bei Berlin.
Von 2008 bis 2013 war Dominik Wessely Professor für Dokumentarfilmregie an der Internationalen Filmschule Köln (ifs).

## Werke
Sein Debüt, der Dokumentarfilm Die Blume der Hausfrau (1998) über den Alltag einer Gruppe von Staubsauger-Vertretern, verschmolz die beobachtende Methode des Dokumentarfilms mit Elementen des Genrekinos (z. B. Spaghetti-Western) und hatte bei Kritik und Publikum (rund 70.000 Kino-Zuschauer) in Deutschland Erfolg. In den folgenden Jahren arbeitete Dominik Wessely als Dokumentarfilmer fürs Fernsehen, u. a. an der Grimme-Preis-gekrönten Dokumentarserie Broadway Bruchsal (2001) über den Arbeitsalltag an einem deutschen Provinztheater und an der Living-History-Serie Windstärke 8 – Das Auswandererschiff (2005). Sein nächster Kinofilm Die Unzerbrechlichen (2006) wurde auf der Duisburger Filmwoche 2006 mit dem Dokumentarfilmpreis des Goethe-Instituts ausgezeichnet. Im Jahr 2008 folgte der zweistündige Kino-Dokumentarfilm Gegenschuss – Aufbruch der Filmemacher über den Filmverlag der Autoren. Wessely realisierte diesen Film gemeinsam mit Laurens Straub, der noch vor Fertigstellung des Films verstarb. 2009 war er einer von rund 70 Regisseuren bei der monumentalen TV-Dokumentation 24h Berlin – Ein Tag im Leben.
2016 hat Wessely mit dem Kinder-Abenteuerfilm Nellys Abenteuer seinen ersten Spielfilm vorgelegt. Der Film lief auf 50 Filmfestivals in 30 Ländern weltweit und wurde national und international mehrfach ausgezeichnet, darunter zwei Mal als bester Film.
Am 11. Februar 2019 feierte Wesselys Dokumentarfilm Es hätte schlimmer kommen können – Mario Adorf im Rahmen der 69. Berlinale seine Premiere.
Von Dezember 2017 bis Mai 2020 begleitete Wessely das Strafverfahren um die Loveparade-Katastrophe von Duisburg mit der Kamera. Der Dokumentarfilm Loveparade - Die Verhandlung entstand in Zusammenarbeit mit Antje Boehmert (Buch, Produktion), er wurde im Juli 2020 erstmals ausgestrahlt und im Mai 2021 mit dem Grimme-Preis in der Kategorie „Information & Kultur“ ausgezeichnet.

## Stil
Charakteristisch für Wesselys dokumentarisches Werk ist eine große thematische Vielfalt und ein breites Spektrum formaler Ansätze. Seine Themen reichen von der Beobachtung von Arbeitswelten (Die Blume der Hausfrau, Broadway Bruchsal, Die Unzerbrechlichen) über Architektur und Stadtplanung (Gottes Plan und Menschen Hand) bis zur Film- und Musikgeschichte (Gegenschuss – Aufbruch der Filmemacher, Carmina Burana).
Dabei hat sich Wessely von Film zu Film immer wieder anderer formaler Mittel bedient: Sein Erstling Die Blume der Hausfrau steht noch erkennbar in der Tradition des amerikanischen „direct cinema“, namentlich ist hier der Einfluss der Filme von Albert und David Maysles (Salesmen) zu erkennen. In späteren Arbeiten löst sich Wessely häufig von der streng dokumentarisch-beobachtenden Methode und bedient sich stattdessen fiktionaler Erzählmuster (Geheiligtes Gebein, Carmina Burana).
Durch viele von Wesselys Dokumentarfilmen zieht sich ein dramatisches Grundmuster: seine Protagonisten werden im Verlauf der Ereignisse häufig einer existentiellen Prüfung unterzogen. So gerät in Die Blume der Hausfrau der Staubsaugerverkäufer Angelo Ditta in eine Krise, die ihn schließlich zu der Erkenntnis bringt, dass er im falschen Beruf arbeitet. In Die Unzerbrechlichen erzählt Wessely vom dramatischen Kampf einer Handvoll arbeitslos gewordener Glasmacher aus dem Bayerischen Wald um die Wiederbelebung ihrer Jahrhunderte alten insolventen Glashütte. Gottes Plan und Menschen Hand porträtiert den Architekten und Stadtplaner Klaus Humpert und erzählt von dessen Kampf gegen seine Kritiker. Die Art und Weise, wie Wessely seinen Protagonisten und dessen Forschungsarbeit zur Entstehung mittelalterlicher Städte inszeniert, folgt dem Muster einer klassischen David-gegen-Goliath-Erzählung. Gegenschuss – Aufbruch der Filmemacher schließlich ist vordergründig ein Interview- und Archivfilm in der Tradition Eberhard Fechners (Die Comedian Harmonists), wobei Wessely das Zusammenkommen und Auseinanderbrechen der deutschen Jungfilmer im Filmverlag der Autoren als rise-and-fall-story deutet.

## Filmografie (Auswahl)
- 1994: Omen – 15 Stunden Tekkno (Dokumentarfilm), Kamera
- 1995: Anti-Sisyphos – Der Maler Roman Opalka (Dokumentarfilm), Regie
- 1998: Die Blume der Hausfrau (Dokumentarfilm), Drehbuch/Regie
- 1999: Himmel und Erde (TV-Spielserie, 2 Folgen), Regie
- 2001: Broadway Bruchsal – Schauspielerträume in der Provinz (TV-Dokumentarserie, 5 Folgen), Drehbuch/Regie
- 2003: Deutsch Klasse (TV-Spielserie, 5 Folgen), Drehbuch, Regie
- 2004: Gottes Plan und Menschen Hand (Dokumentarfilm), Drehbuch/Regie
- 2005: Patient Landarzt (Dokumentarfilm), Drehbuch/Regie
- 2005: Windstärke 8 – Das Auswandererschiff 1855 (TV-Dokumentarserie, 6/16 Folgen), Regie
- 2006: Die Unzerbrechlichen (Dokumentarfilm), Drehbuch/Regie
- 2008: Geheiligtes Gebein (Dokumentarfilm), Regie
- 2008: Gegenschuss – Aufbruch der Filmemacher (Dokumentarfilm), Drehbuch/Regie
- 2009: 24h Berlin (Dokumentarfilm), Regie (Episode)
- 2010: Matussek trifft (Kulturmagazin), Regie (3 Folgen)
- 2011: Carmina Burana – Carl Orff (TV-Dokumentarfilm), Drehbuch/Regie
- 2012: Georg Kreisler gibt es gar nicht (TV-Dokumentarfilm), Drehbuch/Regie
- 2013: Qin – Der unsterbliche Kaiser und seine Terrakottakrieger (TV-Dokumentarfilm), Drehbuch/Regie
- 2014: 24h Jerusalem (Dokumentarfilm), Regie (Episode)
- 2016: Nellys Abenteuer (Spielfilm), Regie
- 2017: 24h Bayern – Ein Tag Heimat (Dokumentarfilm), Regie (Episode Krematorium)
- 2017: Charlotte Knobloch – Ein Leben in Deutschland
- 2017: Lachen, um zu überleben. Ephraim Kishon (TV-Dokumentarfilm), Drehbuch/Regie
- 2018: Die durch den Staub gehen (Dokumentarfilm), Drehbuch/Regie
- 2019: Es hätte schlimmer kommen können – Mario Adorf (Dokumentarfilm), Drehbuch, Regie
- 2019: Charlie Chaplin – Der Komponist (TV-Dokumentarfilm), Drehbuch, Regie
- 2019: Sie nannten sie die Kinder der Schande, Regie
- 2020: Sülchenkirche (Dokumentarfilm), Drehbuch/Regie
- 2020: Loveparade – Die Verhandlung (Dokumentarfilm), Regie
- 2021: Der Kirche ein Dorf geben (Dokumentarfilm), Drehbuch/Regie
- 2021: Die Erfindung eines Mörders – Der Fall Bruno Lüdke (Dokumentarfilm), Drehbuch, Regie (Co-Drehbuch/Co-Regie: Jens Becker)
- 2021: Das Impfdrama – Deutschlands Weg aus der Pandemie (Dokumentarfilm), Drehbuch, Regie (Co-Drehbuch/Co-Regie: Antje Boehmert)
- 2023: Glaube + Kunst (Dokumentarfilm), Drehbuch/Regie
- 2023: Friedensglocken für Europa (Dokumentarfilm), Drehbuch/Regie
- 2024: Ukraine: Als der Krieg in die Redaktion kam (Dokumentarserie, 3 Folgen), Drehbuch/Regie

## Auszeichnungen
- 1997: Silver Spire beim San Francisco International Film Festival für Anti-Sisyphos – Der Maler Roman Opalka
- 2002: Adolf-Grimme-Preis: Sonderpreis des nordrhein-westfälischen Kulturministeriums für Broadway Bruchsal – Schauspielerträume in der Provinz
- 2006: Preis des Goethe-Instituts bei der 30. Duisburger Filmwoche für Die Unzerbrechlichen
- 2006: Berndt-Media-Preis beim 17. Kinofest Lünen für Die Unzerbrechlichen
- 2016: Gryphon Award (Bester Film) in der Wettbewerbsreihe ELEMENTS+10 beim 46. Giffoni Film Festival für Nellys Abenteuer
- 2016: KIJUKO-Filmpreis 2016 (Bester Film) beim Kinderfilm-Festival Bremen für Nellys Abenteuer[4]
- 2018: Guro Kid’s International Film Festival Seoul 2018: Cultural Exchange Prize For A Feature Film für Nellys Abenteuer[2]
- 2020: Nominierung „Bester Dokumentarfilm“, „Bester Filmschnitt“, Deutsche Akademie für Fernsehen für Loveparade – Die Verhandlung[5]
- 2020: Nominierung „Bester Dokumentarfilm“ XIII Premis Gaudí für Loveparade – Die Verhandlung[6]
- 2021: Grimme-Preis 2021 im Wettbewerb „Information & Kultur“ für Loveparade – Die Verhandlung

## Publikationen
- Christoph Glaser, Dominik Wessely: Unternehmen statt unterlassen: Von der ungewöhnlichen Rettung eines Traditionsbetriebs. Econ Verlag, Berlin 2006, ISBN 3-430-20005-9.
- Dominik Wessely: Der Dokumentarfilm und die „Süßstoff-Offensive“. In: Peter Zimmermann, Kay Hoffmann (Hrsg.): Dokumentarfilm im Umbruch. Kino – Fernsehen – Neue Medien. UVK Verlagsgesellschaft mbH, Konstanz 2006, ISBN 3-89669-681-5, S. 281–286.
- Dominik Wessely: Vom Glück des Loslassens. In: Béatrice Ottersbach, Thomas Schadt (Hrsg.)Filmlehren – Ein undogmatischer Leitfaden für Studierende. Bertz+Fischer-Verlag, Berlin 2013, ISBN 978-3-86505-220-9, S. 123–130.
- Dominik Wessely: „Notizen zur Dokumentarfilmausbildung im Zeitalter der Digitalität“. In: Edmund Ballhaus (Hrsg.) „Dokumentarfilm. Schulen – Projekte – Konzepte“. Reimer-Verlag, Berlin 2013, ISBN 978-3-496-02864-2, S. 13–27.
- Dominik Wessely: „Das Spiel mit der Geschichte. Historische Narration in Dokumentarfilm und Game“. In: Gundolf S. Freyermuth, Lisa Gotto, Fabian Wallenfels. (Hrsg.) „Serious Games, Exergames, Exerlearning – Zur Transmedialisierung und Gamification des Wissenstransfers“. Transcript-Verlag, Bielefeld 2013, ISBN 978-3-8376-2166-2, S. 123–136

## Publikationen über Dominik Wessely
- Judith Schwellenbach: Geschichte light zum Mitmachen? – Das TV-Format Living History am Beispiel der Serie „Windstärke 8 - Das Auswandererschiff“   Magisterarbeit, Philosophische Fakultät der Westfälischen Wilhelms-Universität Münster, Münster (Westfalen) 2007.
- Sebastian Heinrich, Jan Keck, Claudia Übelhör: DOKUMENTARFILM – Eine Welt, viele Sichtweisen   DVD,2009
- Christina Bruns: Contemporary German Documentary Cinema (1999 - 2007): the Rural Represented, the Regional Defamiliarised and Heimat Revived   PhD Thesis, The University of Edinburgh 2010
- Dr. Maya Götz: Rezeptionsstudie zum Film NELLYS ABENTEUER, Internationales Zentralinstitut für das Jugend- und Bildungsfernsehen 2017[7]